# 뎀포 SC
뎀포 스포츠 클럽(Dempo Sports Club), 약칭 뎀포 SC(Dempo SC)는 인도 고아 주 파나지를 연고로 하는 축구 클럽으로, 현재 I-리그에서 활동하고 있다.

## 성적
- I-리그: 우승 4회 (2005, 2007, 2008, 2010)
- 인도 슈퍼컵: 우승 1회 (2008)
- 듀랜드 컵: 우승 1회 (2006)
- 페더레이션컵: 우승 1회 (2004)

## 선수 명단

### 현역
참고: FIFA 자격 규정에 따라 소속된 국가대표팀 국기를 표시합니다. 선수는 복수의 FIFA 비회원국 국적을 가지고 있을 수 있습니다.
| 번호 | 포지션 | 국적     | 이름          |
| ---- | ------ | -------- | ------------- |
| 16   | DF     | 시리아   | 샤히르 샤힌   |
| 25   | FW     | 세르비아 | 마티야 바보빅 |

| 번호 | 포지션 | 국적 | 이름 |
| ---- | ------ | ---- | ---- |

## 역대 감독
| 감독               | 임기   |
| ------------------ | ------ |
| 사미르 수바시 나익 | 2017 ~ |